# Антонов, Алексей (хоккеист, 1937)
Алексей Антонов (1937 или 16 октября 1934 — неизвестно) — советский хоккеист, нападающий.

## Биография
Выступал за армейскую команду Ленинграда, носившую названия «Дом офицеров», ОДО, СКВО, СКА в сезонах 1955/56 — 1959/60 чемпионата СССР (по другим данным, в сезоне-1958/59 не играл).